# 'Amelia Afuha'amango Tu'ipulotu
ʻAmelia Afuhaʻamango Tuʻipulotu es una enfermera y política tongana, que se desempeñó como ministra de salud en el gabinete de Pōhiva Tu'i'onetoa.

## Biografía

### Formación y trayectoria
Tuʻipulotu recibió una Beca de Desarrollo Australiana para asistir a la Universidad de Sídney, y en 2012 se convirtió en la primera tongana en recibir un doctorado en Enfermería. Tras graduarse, trabajó para el Ministerio de Salud de Tonga y se convirtió en matrona del Departamento de Enfermería del Hospital Vaiola en Nukualofa.
En diciembre de 2022 fue nombrada directora de enfermería de la Organización Mundial de la Salud (OMS).

## Ministra de salud
El 10 de octubre de 2019 tomó posesión como Ministra de Salud, al ser nombrada por el primer ministro Pohiva Tuʻiʻonetoa. Es la única miembro del gabinete que no fue electa para la Asamblea Legislativa de Tonga, por lo que ocupa un escaño ex-officio. En mayo de 2020 fue elegida como relatora en la junta ejecutiva de la Organización Mundial de la Salud.

### Pandemia de COVID-19
Como cabeza de la cartera de salud del gobierno tongano, desde la expansión del virus está al frente de la lucha contra este en Tonga. El 22 de marzo de 2020 se decretó el cierre total de las fronteras a vuelos y cruceros, siendo declarado el Estado de Emergencia Sanitaria. El 27 de marzo se decretó un confinamiento de siete días —desde el 29 de marzo hasta el 5 de abril—, con toques de queda nocturnos y limitaciones para las ceremonias funerarias.
Durante el 2020, Tonga no registró ningún caso de COVID-19. La vacunación comenzó el 15 de abril de 2021; al 26 de octubre, a 53 432 personas (51%) se les había aplicado la primera dosis, mientras que a 37 178 (35,1%) se le había suministrado la segunda, y contaban con el esquema completo.
El 29 de octubre de 2021, se confirmó el primer caso positivo de COVID-19, tratándose de una persona que retornaba desde Christchurch en vuelo de repatriación, y que había resultado negativo antes de tomar el vuelo, además de estar vacunada y ser asintomática. El anuncio por parte de las autoridades generó que gran cantidad de la población acudiera de forma masiva a los centros de vacunación, ya que en semanas anteriores, el país se vio obligado a regresar dosis de vacunas a COVAX, debido al bajo ritmo de vacunación.
El 1 de noviembre de 2021 se anunció un confinamiento de siete días en la isla de Tongatapu, el cual incluye toques de queda nocturnos entre las 20ː00 y las 06ː00. Lo que significa que centros educativos, lugares de culto, restaurantes y locales del rubro no esencial estuvieron obligados a permanecer cerrados.